# Košolná
Košolná (in ungherese Gósfalva) è un comune della Slovacchia facente parte del distretto di Trnava, nella regione omonima.